# Kellia
Kellia (en griego: Κελλιά; en turco: Yıldırım) es un pueblo en el Distrito de Lárnaca de Chipre, situada al norte de Lárnaca. Antes de 1974, el pueblo estaba habitado en su mayoría por turcochipriotas. En 2011 su población era de 387 personas.
La iglesia del pueblo está dedicada a San Antonio (Άγιος Αντώνιος) y fue construida en torno al siglo XIX. El nombre del pueblo se cree que proviene de "célula" (keli), una referencia a las celdas monásticas que se encuentran en los edificios religiosos.